# Penelope albipennis
Penelope albipennis là một loài chim trong họ Cracidae.